# 10266 Vladishukhov
10266 Vladishukhov è un asteroide della fascia principale. Scoperto nel 1978, presenta un'orbita caratterizzata da un semiasse maggiore pari a 2,7919881 UA e da un'eccentricità di 0,2373746, inclinata di 7,29879° rispetto all'eclittica. È dedicato all'ingegnere russo Vladimir Grigor'evič Šuchov.